# Úmrtí Alana Kurdího
Alan Kurdí byl tříletý syrský chlapec kurdského etnického původu, který se stal mediálně známým po svém utonutí ve Středozemním moři a stal se symbolem tzv. evropské migrační krize v roce 2015. Posmrtná fotografie těla batolete byla pořízena novinářkou Nilüfer Demirovou a rychle se rozšířila do světových médií, což vyvolalo vlnu emocí a reakcí. Při útěku utonula i jeho matka a starší bratr.
Vzhledem k tomu, že jeho rodina měla za cíl Kanadu, stala se jeho smrt tématem nadcházejících kanadských voleb. Podle britských médií dala fotografie mrtvého chlapce podnět vládě premiéra Camerona ke zvýšení pomoci syrským uprchlíkům.
V únoru 2016 byla chlapci v iráckém Kurdistánu odhalena socha v nadživotní velikosti o délce 3,5 metru. Nezisková organizace Sea-Eye, zabývající se záchranou uprchlíků na moři, pojmenovala po chlapci jednu ze svých lodí. Křest se uskutečnil 10. února 2019 ve španělském Palma de Mallorca.